# Steven Koutsis
Steven Christopher Koutsis est un diplomate américain.
Il était chargé des affaires de l'ambassade des États-Unis en Guinée entre septembre 2020 et décembre 2021 et candidat à l'ambassadeur des États-Unis au Tchad.

## Biographie

### Études
Koutsis a obtenu un bachelor en arts de l'Université de Boston en 1979.

### Carrière
Koutsis est membre de carrière du Senior Foreign Service, classe de Ministre Conseiller. Sa carrière diplomatique a impliqué des rôles de directeur du bureau de l'envoyé spécial pour le Soudan et le Soudan du Sud, chef de mission adjoint à Ouagadougou, au Burkina Faso et directeur adjoint du bureau des affaires centrafricaines.
Auparavant, il a été chef d'équipe de l'équipe de reconstruction provinciale dans la province de Diyala, en Irak, conseiller politique et économique à Monrovia, au Libéria, et chef de mission adjoint à Nouakchott, en Mauritanie.
De 2016 à 2019, il a été chargé d'affaires de l'ambassade des États-Unis à Khartoum, au Soudan. Koutsis est devenu chargé d'affaires pour la Guinée de septembre 2020 au 18 décembre 2021 
Le 24 juillet 2019, il a été nommé pour être le prochain ambassadeur des États-Unis au Tchad. Le 1er août 2020, sa nomination a été envoyée au Sénat. Le 3 janvier 2021, sa nomination a été renvoyée au président en vertu de l'article XXXI, paragraphe 6 (en) du Sénat des États-Unis.

### Vie privée
Koutsis parle français et arabe.